# Elecciones de liderazgo del Partido Conservador de Canadá de 2022
La elección de liderazgo del Partido Conservador de Canadá de 2022 fue una elección de liderazgo que se llevó a cabo el 10 de septiembre de 2022, para elegir al sucesor de la líder Conservadora interina Candice Bergen. Elegida luego de la destituido de Erin O'Toole el 2 de febrero de 2022 como líder por el caucus del partido en la Cámara de los Comunes de Canadá con una votación de 73 votos a favor a 45 votos en contra.
Cinco candidatos se postularon para el puesto, incluido el exministro del gabinete y miembro del Parlamento Pierre Poilievre, el exministro del gabinete, exlíder del Partido Conservador Progresista y ex primer ministro de Quebec Jean Charest, la miembro del Parlamento Leslyn Lewis, el miembro del Parlamento Scott Aitchison y el exmiembro del Parlamento Provincial de Ontario Roman Baber. El exmiembro del parlamento, exlíder del Partido Conservador Progresista de Ontario y el alcalde de Brampton, Ontario, Patrick Brown, también se postulo para el cargo, pero fue descalificado a principios de julio debido a las presuntas violaciones de su campaña de las disposiciones financieras de la Ley de Elecciones de Canadá.
El 10 de septiembre, se anunció que Poilievre ganó el liderazgo en la primera votación. Esta fue la primera elección de liderazgo del partido desde 2004 que resultó en una victoria en la primera votación.

## Antecedentes
Después de las elecciones federales de 2021, el Partido Conservador continúa siendo la Oposición oficial de Canadá, a pesar de haber ganada en voto popular, sólo obtuvo 119 escaños en la Cámara de los Comunes. El entonces líder Erin O'Toole anunció que tenía suficiente apoyo para continuar como líder conservador, pero lanzó una revisión de la campaña electoral conservadora. James Cumming fue seleccionado para dirigir la revisión.
En noviembre de 2021, la senadora Denise Batters lanzó una petición interna del partido para revisar el liderazgo de O'Toole. El presidente del partido, Robert Batherson, decidió rápidamente que la petición no estaba en orden. Al día siguiente, Batters fue removida del Caucus Conservador Nacional,  aunque mantuvo su membresía en el Caucus Conservador de Saskatchewan y el Caucus del Senado Conservador.
A fines de enero de 2022, Cumming completó su revisión e informó a los parlamentarios y senadores conservadores sobre sus hallazgos. Su informe culpó al personal del partido por administrar en exceso a O'Toole durante la campaña, pero también dijo que O'Toole necesitaba ser más auténtico y que los conservadores no lograron elaborar políticas sobre algunos temas. En respuesta al informe, O'Toole reconoció que necesitaba parecer menos escrito durante los últimos días de la campaña.
El 31 de enero de 2022, el parlamentario conservador Bob Benzen presentó una carta con firmas de 35 parlamentarios conservadores pidiendo una revisión de liderazgo, de conformidad con la Ley de Reforma, del liderazgo de O'Toole al presidente del caucus conservador, Scott Reid. En la carta, Benzen criticó la revocación de O'Toole de derogar el impuesto al carbono y la prohibición de armas del primer ministro liberal Justin Trudeau.
Esta fue la primera vez que se invocaron las disposiciones de remoción de liderazgo de la Ley de Reforma. Durante la revisión, realizada el 2 de febrero de 2022, 45 diputados votaron por mantener a O'Toole como líder contra 73 que votaron por su destitución. Inmediatamente después de su remoción, el caucus conservador votó por voto secreto para nombrar a Candice Bergen como líder interina.
Además de Bergen, otros ocho miembros del caucus buscaron ser nombrados líderes interinos, incluidos John Barlow, John Brassard, Kerry-Lynne Findlay, Marilyn Gladu, Tom Kmiec, Rob Moore y John Williamson.

## Sistema electoral
El 8 de marzo de 2022, el Comité Organizador de Elecciones de Liderazgo del partido publicó las Reglas y Procedimientos para el documento de Liderazgo de 2022. Al igual que en las dos elecciones de liderazgo anteriores, la votación se llevará a cabo bajo la modalidad de segunda vuelta instantánea. En el que se otorga a cada distrito electoral 100 puntos, distribuidos de acuerdo con el peso del voto de un candidato en ese distrito electoral. Si ningún candidato recibe más del 50% de los puntos en una ronda, el candidato con la menor cantidad de puntos se elimina y sus puntos se reasignan a la siguiente opción más alta en las boletas que los había seleccionado. La votación solo está abierta para aquellos que son miembros del Partido Conservador de Canadá a partir del 3 de junio. Para ser considerado como candidato, un miembro del partido debe postularse antes del 19 de abril al Comité de Nominación de Candidatos de Liderazgo con un Cuestionario de Concursante completado, un respaldo por escrito del documento de política del Código de Conducta del partido y un depósito de $50,000. Luego, el miembro tiene hasta el 29 de abril para pagar la tarifa de registro restante de $150,000, una tarifa de $100,000 depósito de seguridad (relacionado con la presentación de informes financieros y la adhesión al documento de Reglas y Procedimientos), y 500 firmas de respaldo de miembros del partido (que deben abarcar al menos 30 distritos electorales en 7 provincias). El documento limita los gastos a $7.000.000 y prohíbe aceptar aportes de no residentes y entidades extranjeras. Las papeletas se envían por correo a los miembros del partido conservador a fines de julio o principios de agosto y los resultados se publican el 10 de septiembre.

## Candidatos

### Aprobados
La siguiente tabla enumera por orden alfabético a los candidatos que presentaron su candidatura y fue aprobada respectivamente.
| Partido Conservador                                         | Partido Conservador                                          | Partido Conservador                   | Partido Conservador                                       | Partido Conservador                              |
| Scott Aitchison                                             | Roman Baber                                                  | Jean Charest                          | Leslyn Lewis                                              | Pierre Poilievre                                 |
|                                                             |                                                              |                                       |                                                           |                                                  |
| Miembro de la Cámara de los Comunes por Parry Sound—Muskoka | Miembro del Parlamento Provincial de Ontario por York Centre | Primer ministro de Quebec (2003-2012) | Miembro de la Cámara de los Comunes por Haldimand—Norfolk | Miembro de la Cámara de los Comunes por Carleton |
| Candidatura anunciada                                       |                                                              |                                       |                                                           |                                                  |
| 16 de marzo de 2022                                         | 9 de marzo de 2022                                           | 9 de marzo de 2022                    | 8 de marzo de 2022                                        | 5 de marzo de 2022                               |
| Candidatura aprobada                                        |                                                              |                                       |                                                           |                                                  |
| 25 de marzo de 2022                                         | 22 de marzo de 2022                                          | 21 de marzo de 2022                   | 22 de marzo de 2022                                       | 27 de marzo de 2022                              |
| Lema de Campaña                                             |                                                              |                                       |                                                           |                                                  |
| El enfoque correcto                                         | El cambio está llegando                                      | Construido para ganar                 | Esperanza • Unidad • Compasión                            | Pierre Poilievre para primer ministro            |

### Declarados
Los siguientes candidatos presentaron su candidatura y están a la espera de que sea aprobada.
- Leona Alleslev, líder adjunta del Partido Conservador de Canadá (2019–2020), anunció su candidatura el 24 de marzo de 2022[17]
- Joseph Bourgault, director ejecutivo de Bourgault Tillage Tools, anunció su candidatura el 10 de marzo de 2022[18][19]
- Patrick Brown, alcalde de Brampton, anunció su candidatura el 13 de marzo de 2022[20]
- Marc Dalton, miembro de la Cámara de los Comunes por Pitt Meadows—Maple Ridge, anunció su candidatura el 20 de marzo de 2022[21]
- Joel Etienne, abogado, anunció su candidatura el 24 de marzo de 2022[22]
- Bobby Singh, empresario, anunció su candidatura el 18 de marzo de 2022[23]

### Candidaturas rechazadas
- Rona Ambrose, líder interina del Partido Conservador de Canadá y líder de la Oposición Oficial (2015–2017)[24]
- Maxime Bernier, líder del Partido Popular de Canadá[25]
- Michael Chong, miembro de la Cámara de los Comunes por Wellington—Halton Hills[26]
- Doug Ford, primer ministro de Ontario[27]
- Marilyn Gladu, miembro de la Cámara de los Comunes por Sarnia—Lambton[28]
- Garnett Genuis, miembro de la Cámara de los Comunes por Sherwood Park—Fort Saskatchewan
- Vincenzo Guzzo, empresario, filántropo y presentador de televisión
- Stephen Harper, primer ministro de Canadá (2006–2015)
- Jason Kenney, primer ministro de Alberta
- Tasha Kheiriddin, columnista[29]
- Peter MacKay, fundador y líder adjunto del Partido Conservador de Canadá (2004–2015)[30]
- Scott Moe, primer ministro de Saskatchewan[31]
- Ben Mulroney, presentador de televisión y hijo del ex primer ministro Brian Mulroney[32]
- Caroline Mulroney, miembro de la Cámara de los Comunes por York—Simcoe[33]
- Kevin O'Leary, empresario, inversionista y presentador de televisión
- Lisa Raitt, líder adjunta del Partido Conservador de Canadá (2017–2019)
- Michelle Rempel Garner, miembro de la Cámara de los Comunes por Calgary Nose Hill
- Andrew Scheer, líder del Partido Conservador de Canadá y líder de la Oposición Oficial (2017–2020)[34]
- Brad Wall, primer ministro de Saskatchewan (2007–2018)[32]

## Encuestas

### Simpatizantes del Partido Conservador
| Encuesta            | Fuente | Fecha              | Muestra | Scott Aitchison | Roman Baber | Patrick Brown | Jean Charest | Leslyn Lewis | Pierre Poilievre | Otros |   |     |     |     |     |
| ------------------- | ------ | ------------------ | ------- | --------------- | ----------- | ------------- | ------------ | ------------ | ---------------- | ----- | - | --- | --- | --- | --- |
| Encuesta            | Fuente | Fecha              | Muestra | Ipsos           | [ 35 ]      | 31 Ago 2022   | 235          | 5%           | 4%               | Otros | – | 18% | 10% | 44% | 19% |
| Leger               | [ 36 ] | 7 Ago 2022         | 331     | 2%              | 1%          | –             | 17%          | 6%           | 44%              | 22%   |   |     |     |     |     |
| Ipsos               | [ 37 ] | 13 Jul 2022        | 259     | 5%              | 1%          | –             | 23%          | 8%           | 34%              | 29%   |   |     |     |     |     |
| Leger               | [ 38 ] | 3 Jul 2022         | 384     | 1%              | 1%          | 4%            | 14%          | 3%           | 48%              | 26%   |   |     |     |     |     |
| Mainstreet Research | [ 39 ] | 24 Jun 2022        | 12,647  | 2.7%            | 1.4%        | 2.1%          | 20.1%        | 12.5%        | 52.6%            | 8.7%  |   |     |     |     |     |
| Angus Reid          | [ 40 ] | 13 Jun 2022        | 1,398   | 1%              | 1%          | 7%            | 14%          | 6%           | 57%              | 14%   |   |     |     |     |     |
| Leger               | [ 41 ] | 12 Jun 2022        | 389     | 1%              | 2%          | 4%            | 14%          | 3%           | 44%              | 23%   |   |     |     |     |     |
| Narrative Research  | [ 42 ] | 19 de mayo de 2022 | –       | 4%              | 1%          | 10%           | 14%          | 4%           | 45%              | 21%   |   |     |     |     |     |
| EKOS                | [ 43 ] | 9 de mayo de 2022  | –       | –               | –           | 8%            | 15%          | 6%           | 58%              | 11%   |   |     |     |     |     |
| EKOS                | [ 44 ] | 4 de mayo de 2022  | 237     | –               | –           | 9.0%          | 13.8%        | 6.7%         | 56.5%            | 11.6% |   |     |     |     |     |
| Ipsos               | [ 45 ] | 19 Abr 2022        | 264     | 1%              | 1%          | 4%            | 14%          | 4%           | 32%              | 37%   |   |     |     |     |     |
| Leger               | [ 46 ] | 10 Abr 2022        | 377     | 0%              | 1%          | 5%            | 18%          | 2%           | 43%              | 24%   |   |     |     |     |     |
| Probit Inc.         | [ 47 ] | 4 Abr 2022         | 2,966   | 1%              | 1%          | 6%            | 18%          | 6%           | 66%              | –     |   |     |     |     |     |
| Angus Reid          | PDF    | 15 Mar 2022        | –       | –               | –           | 5%            | 15%          | 9%           | 54%              | 10%   |   |     |     |     |     |
| Leger               | [ 48 ] | 6 Mar 2022         | 358     | –               | –           | 3%            | 10%          | 2%           | 41%              | 33%   |   |     |     |     |     |
| Leger               | [ 49 ] | 6 Feb 2022         | 367     | –               | –           | 3%            | 1%           | 3%           | 26%              | 23%   |   |     |     |     |     |

### Todos los canadienses
| Encuesta           | Fuente                                                    | Fecha              | Muestra | Scott Aitchison | Roman Baber | Patrick Brown | Jean Charest | Leslyn Lewis | Pierre Poilievre | Otros |   |     |    |     |     |
| ------------------ | --------------------------------------------------------- | ------------------ | ------- | --------------- | ----------- | ------------- | ------------ | ------------ | ---------------- | ----- | - | --- | -- | --- | --- |
| Encuesta           | Fuente                                                    | Fecha              | Muestra | Ipsos           | [ 50 ]      | 31 Ago 2022   | 1,001        | 4%           | 5%               | Otros | – | 21% | 6% | 16% | 50% |
| Leger              | [ 51 ]                                                    | 7 Ago 2022         | 1,509   | 1%              | 1%          | _             | 22%          | 4%           | 16%              | 33%   |   |     |    |     |     |
| Ipsos              | [ 52 ]                                                    | 13 Jul 2022        | 1,001   | 4%              | 2%          | –             | 22%          | 4%           | 15%              | 52%   |   |     |    |     |     |
| Angus Reid         | [ 53 ]                                                    | 13 Jun 2022        | 5,032   | 1%              | 1%          | 8%            | 21%          | 3%           | 26%              | 39%   |   |     |    |     |     |
| Leger              | [ 54 ]                                                    | 12 Jun 2022        | 1,528   | 1%              | 1%          | 6%            | 14%          | 2%           | 18%              | 31%   |   |     |    |     |     |
| Narrative Research | [ 55 ]                                                    | 19 de mayo de 2022 | 1,234   | 2%              | 2%          | 8%            | 20%          | 3%           | 18%              | 47%   |   |     |    |     |     |
| EKOS               | [ 56 ]                                                    | 9 de mayo de 2022  | 2,128   | –               | –           | 10%           | 25%          | 5%           | 23%              | 28%   |   |     |    |     |     |
| EKOS               | [ 57 ]                                                    | 4 de mayo de 2022  | 771     | –               | –           | 10.8%         | 23.8%        | 4.7%         | 21.9%            | 28.9% |   |     |    |     |     |
| Ipsos              | [ 58 ]                                                    | 19 Abr 2022        | 1,001   | 1%              | 2%          | 4%            | 13%          | 3%           | 15%              | 57%   |   |     |    |     |     |
| Leger              | [ 59 ]                                                    | 10 Abr 2022        | 1,538   | 0%              | 1%          | 4%            | 16%          | 3%           | 18%              | 37%   |   |     |    |     |     |
| Abacus Data        | HTML                                                      | 25 Mar 2022        | 1,500   | 8%              | –           | 19%           | 32%          | 15%          | 26%              | –     |   |     |    |     |     |
| Angus Reid         | PDF                                                       | 15 Mar 2022        | 5,105   | –               | –           | 6%            | 20%          | 14%          | 25%              | 36%   |   |     |    |     |     |
| Leger              | [ 60 ]                                                    | 6 Mar 2022         | 1,519   | –               | –           | 3%            | 12%          | 2%           | 15%              | 67%   |   |     |    |     |     |
| Leger              | PDF Archivado el 8 de febrero de 2022 en Wayback Machine. | 6 Feb 2022         | 1,546   | –               | –           | 2%            | 3%           | 1%           | 10%              | 73%   |   |     |    |     |     |

## Resultados
El 10 de septiembre de 2022, el Partido Conservador anunció que Pierre Poilievre había ganado las elecciones en la primera vuelta con el 68% de los puntos. Poilievre ganó la elección de liderazgo de manera histórica, tanto en puntos como en votos, Poilievre ganó la mayor puntuación en una elección de liderazgo del Partido Conservador de Canadá, eclipsando a Stephen Harper, quien ganó con el 56% de los puntos y el 69% de los votos en 2004. Poilievre también eclipsó la victoria de Harper en 2004 en términos de votos emitidos, ganando con el 70% de los votos. Las encuestas antes del anuncio de los resultados, de Ipsos y Leger, lo habían mostrado con un 54% y un 63% de apoyo, respectivamente (ambos 44% cuando se incluyen los indecisos) entre los partidarios del Partido Conservador. Esta fue también la primera vez desde la elección de liderazgo de 2004 que el ganador se determinó en la primera votación. El último líder conservador, Erin O'Toole, ganó en la tercera ronda con el 57% de los puntos.
|  | 68.15 % |

|  | 70.70 % |

|  | 16.07 % |

|  | 11.60 % |

|  | 9.69 % |

|  | 11.10 % |

|  | 5.03 % |

|  | 5.40 % |

|  | 1.06 % |

|  | 1.20 % |